# Shūsaku Narimasa Chiba
Chiba Shūsaku Taira no Narimasa (千葉 周作 成政), né en 1792 dans le village de Kesen (maintenant fusionné à Kesennuma) — mort le 17 janvier 1855, est le fondateur du Hokushin Ittō-ryū (en) Hyōhō (北辰一刀流兵法) et l'un des derniers Kensei (en).

## Jeunesse
Chiba Shūsaku est le deuxième fils de l'épéiste Chūzaemon, originaire de la préfecture de Miyagi. Son père a étudié le Kenjutsu auprès de Chiba Kōemon Narikatsu (fondateur du Hokushin Musō-ryū). Shūsaku étudie le Hokushin Musō-ryū auprès de son père, puis directement auprès du même maître que son père.
En 1809, Chiba Chūzaemon s'installe avec sa famille à Matsudo, près d'Edo. À Matsudo, Shūsaku étudie l'Ittō-ryū avec Asari Yoshinobu Matashichiro et Nakanishi Chubei Tanemasa.
Shūsaku épouse la fille d'Asari Yoshinobu Matashichiro, change son nom en Asari Shusaku Narimasa et prend en charge le dojo Asari. Après une brouille avec son beau-père, Shūsaku change son nom en Chiba et commence son Musha shugyō, visitant de nombreux Dōjō et affrontant de nombreux épéistes de ryūha célèbres tels Shinto Munen-ryū, Jikishinkage-ryū Maniwa Nen-ryū, différentes lignées Ittō-ryū et bien d'autres.
Après avoir étudié plusieurs styles d'arts martiaux, Shūsaku crée son propre style dans les années 1820 et appelle son école Hokushin Ittō-ryū Hyōhō (北辰一刀流兵法). Le nom est une combinaison de Hokushin Musō-ryū et des lignées Ittō-ryū qu'il a étudiées.
À certains égards, le Hokushin Ittō-ryū Hyōhō est une simplification des formes Ittō-ryū se concentrant sur l'essentiel. Les méthodes d'enseignement de Shūsaku sont considérées comme révolutionnaires et influencent d'autres styles. Le programme de l'école contient principalement du Kenjutsu, du Battojutsu, du Naginatajutsu et du Jūjutsu.